# Brass band

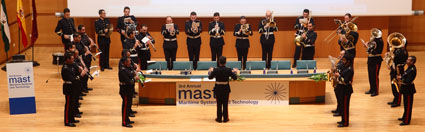
Banda de la Armada española

Se entiende por brass band, banda de viento-metal, una banda de música o conjunto musical compuesto, generalmente, por instrumentos de metal, a menudo con una sección de percusión. Los conjuntos que incluyen instrumentos de viento también pueden denominarse brass band en ciertas tradiciones (especialmente en el contexto de las bandas de música de Nueva Orleans), pero pueden denominarse más correctamente bandas militares, bandas de concierto o bandas de "metales y cañas" ("brass and reed" bands).[cita requerida]

## Orígenes

### Nacimiento en Gran Bretaña
Durante mediados del siglo XIX, con la Revolución Industrial en Inglaterra, muchos obreros de fábricas y minas formaron bandas comunitarias como forma de expresión, competencia sana y orgullo local. Estas bandas tocaban marchas, himnos, arreglos de música clásica y piezas originales, y se volvieron parte importante de la cultura trabajadora británica.
Estas brass bands británicas eran muy disciplinadas, con instrumentación fija, que incluía:
- Corneta (cornet)
- Trompeta
- Trompa
- Trombón
- Eufonio
- Tuba
- Batería/Percusión

A través del imperio británico, las brass bands se difundieron a: Australia y Nueva Zelanda, África del Sur y Estados Unidos (donde se mezcló con elementos afroamericanos y europeos).

### Los Balcanes
Las bandas de música de estilo balcánico (en serbio: Труба, trompeta) interpretan un estilo musical distintivo originario de los Balcanes del siglo XIX. Su tradición musical se remonta al Primer Levantamiento Serbio liderado por Karađorđe en 1804, cuando los serbios se rebelaron contra el Imperio Otomano, que finalmente liberó Serbia. La trompeta se utilizaba como instrumento militar para despertar, reunir a los soldados y anunciar batallas; además, cumplía una función de entretenimiento en los tiempos de inactividad, ya que los soldados la utilizaban para transponer canciones folclóricas populares. Es popular en todos los Balcanes, especialmente en Serbia, Albania, Macedonia del Norte, Rumanía, Bulgaria y el norte de Grecia. Los ritmos suelen ser rápidos y se acompañan de kolo. Cada intérprete tiene su propio instrumento de la orquesta y se denomina trubači (трубачи). Los ejemplos más conocidos de música aclamada en este estilo son los de Goran Bregović y Boban Marković Orkestar. El cineasta serbio Emir Kusturica, con sus películas (Underground y Gato Negro, Gato Blanco), popularizó el estilo en la comunidad internacional fuera de los Balcanes.

### Estados Unidos y New Orleans
En el siglo XIX, las brass bands estadounidenses evolucionaron desde las bandas militares coloniales. Durante la Guerra Civil, las brass bands eran comunes en ambos bandos.
La brass band (banda de metales), como grupo de metal y percusión, llegan a New Orleans para acompañar los momentos rituales de la vida de las comunidades negras en los Estados Unidos, durante el transito de los siglos XIX y XX. Así, participaba y participa en ceremonias religiosas, como los entierros, o fiestas populares, como el Carnaval.
A partir de esta música de raíz popular, nacerá el jazz, inicialmente en su estilo llamado Nueva Orleans o también por parte de la etnia blanca dixieland.
Esta formación pervive como una de las muestras musicales más genuinas de Nueva Orleans, con formaciones históricas y, a la vez, renovadoras, como la Dirty Dozen Brass Band o la Rebirth Brass Band. Paralelamente, se extendió por todo el mundo, y hoy la brass band existe en muchísimos lugares, participando regularmente en festivales de jazz.